# Antocha (Antocha) macrocera
Antocha (Antocha) macrocera is een tweevleugelige uit de familie steltmuggen (Limoniidae). De soort komt voor in het Oriëntaals gebied.